# Yuriy Stepanenko
Yuriy Stepanenko (ukr. Юрiй Степаненко) – polsko-ukraiński fizyk, chemik, dr hab. nauk fizycznych, profesor Instytutu Chemii Fizycznej Polskiej Akademii Nauk.

## Życiorys
16 grudnia 2002 obronił pracę doktorską, 24 września 2012 habilitował się na podstawie pracy zatytułowanej Optyczne wzmacniacze parametryczne impulsu ze świergotem o dużej efektywności. Został zatrudniony na stanowisku adiunkta w Instytucie Fizyki Doświadczalnej im. Stefana Pieńkowskiego na Wydziale Fizyki Uniwersytetu Warszawskiego.
Jest profesorem w Instytucie Chemii Fizycznej Polskiej Akademii Nauk.